# امنيشيا: أماشين فور بيغز
امنيشيا: أماشين فور بيغز (بالإنجليزية: Amnesia: A Machine for Pigs)‏ ، هي لعبة فيديو رعب من إنتاج ذا شاينز روم البريطانية عام 2013 ، ونشرها فيكشينال جيمز ، وهي الجزء الثاني الأساسي من سلسلة امنيشيا الرعب، وتعمل لأنظمة ويندوز ولينكس وماك أو إس.

## وصلة خارجية
- امنيشيا: أماشين فور بيغز على موقع IMDb (الإنجليزية)
- الموقع الرسمي